# Xenocephalus
Xenocephalus – rodzaj ryb z rodziny skaberowatych.

## Klasyfikacja
Gatunki zaliczane do tego rodzaju:
- Xenocephalus armatus
- Xenocephalus australiensis
- Xenocephalus cribratus
- Xenocephalus egregius
- Xenocephalus elongatus